# Кръгов вид
Кръгов вид е термин в биологическата систематика, обозначаващ особен случай на видообразуване, в резултат на което различните форми на един и същ организъм в едни случаи се кръстосват помежду си, то съгласно определението са един и същи вид, а в други случаи не се кръстосват, т.е. позиционират се като отделни видове. Такива примери, имащи промеждутъчни характеристики между вид и по-ниски таксономични единици, противоречат на класическата представа за дискретност на видовете.

## Същност на проблема
Кръговите видове представляват трудна задача за тези, които се опитват да разделят живия свят на строго разграничени видове. В тази светлина съществува сериозен проблем дали целият кръг да бъде определен като един вид (въпреки че не всички индивиди в него могат да се кръстосат помежду си) или да бъде класифицирана всяка популация като отделен вид (въпреки че съседните са много близки и могат да се кръстосват). Кръговите видове илюстрират, че понятието „вид“ е много трудно да бъде ясно определено, а оттам и да бъде дадена еднозначна дефиниция.

### Примери
Големият синигер (Parus major), обикновено даван като пример за кръгов вид, е разпространен на обширни територии в Евразия, от Антлантическия до Тихия океан и по цялото протежение на ареала си образува четири самостоятелни форми, които в зоните на интеграция се кръстосват свободно помежду си. По-рано очевидно, видът е обитавал само западните части на материка и на изток се е разселвал в две направления — северно през горската зона на умерения пояс, и южно, през тропиците на централна Азия и Индокитай. Пустините и планините в средна Азия са се оказали в средата на зоната на разселване — там птиците не са прониквали. В крайна сметка северният подвид Parus major major се среща с южния Parus major minor в басейна на Амур, но зона на интеграция не се образува и двата подвида не се кръстосват, т.е. държат се като самостоятелни видове.